# Blueprint (rapero)
Blueprint es un rapero y productor de Columbus, Ohio. Es el dueño de Weightless Recordings y firmó también por Rhymesayers Entertainment. Blueprint tiene su propio grupo, Soul Position junto con with RJD2.

## Biografía
En pocos años, Blueprint ha obtenido gran popularidad. Ya se ganó la atención de la audiencia underground como miembro de la crew Greenhouse Effect. Participó en el sencillo "Final Frontier" de su compañero RJD2, perteneciente al álbum Deadringer. Desde entonces, ha publicado un EP y dos álbumes con Soul Position [Unlimited (2002) y 8 Million Stories (2003)], además de sacar tres álbumes en solitario, Chamber Music (2004), un trabajo instrumental de calidad, pero que creó la polémica de si Blueprint es sólido productor o un rapero, un año después, en 2005, sacó 1988 y su último trabajo también instrumental en 2009 Sign Language. Blueprint es conocido por su distintiva voz y su habilidad para inventar historias. Sus álbumes normalmente se centran en diferentes temas e incluye varios estilos de música. Blueprint también domina el arte del freestyle, prueba de ello es que finalizó segundo en la competición freestyle Scribble Jam 2000.

## Discografía
- The weightroom (2003)
- Chamber Music (2004)
- 1988 (2005)
- Sign Language (2009)